# Hambos (Kerkrade)
Het Hambos is een natuurgebied in de gemeente Kerkrade in de Nederlandse provincie Limburg. Het bos is een hellingbos en ligt op de oostelijke helling van de Anstelvallei waar de Anstelerbeek door stroomt. De helling waarop het Hambos ligt is de westelijke plateaurand van het Plateau van Kerkrade. Het bos is begroeid met beukebomen.
In het bos staat de Hamboskapel en er ligt een begraafplaats.